# Opel Wien

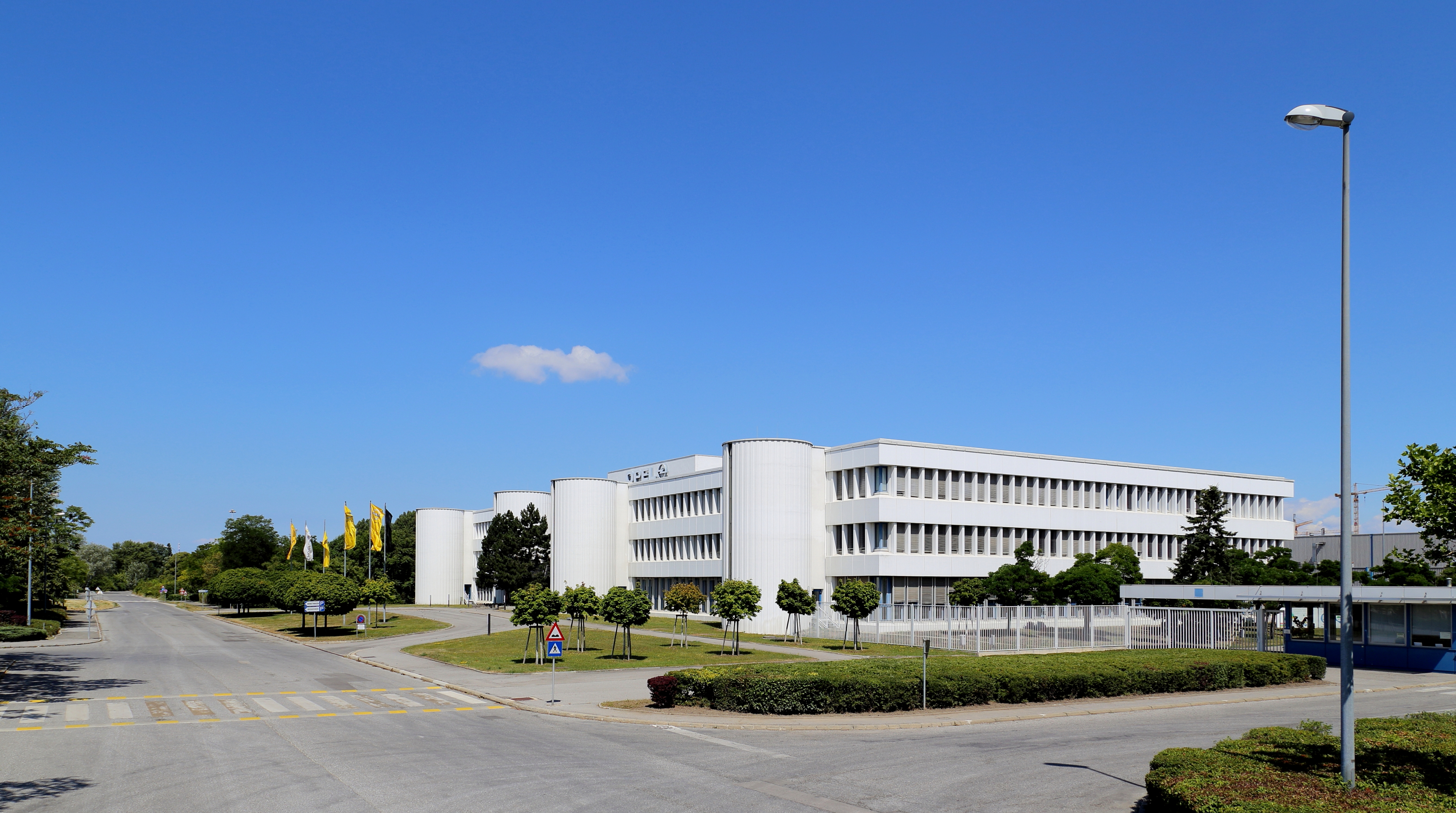
Das südseitig der Produktionshalle situierte Verwaltungsgebäude des Werkes

Koordinaten: 48° 13′ 10,9″ N, 16° 30′ 5,4″ O
Die Opel Wien GmbH ist ein österreichisches Unternehmen, das sich im Besitz von Stellantis befindet. Die Opel Wien GmbH betrieb ein Werk in der Wiener Katastralgemeinde Aspern, in dem bis Juli 2024 Getriebe für Automobile produziert wurden, bis Oktober 2020 auch  Motoren. Es war ab 1982 in Betrieb und beschäftigte Ende 2011 rund 2145 Mitarbeiter. 2021 wurde bekannt, dass der Standort verkleinert werden soll. Ende Juni 2023 wurde die Schließung bekanntgegeben, 300 Mitarbeiter waren von dem Schritt betroffen. Im Juli 2024 wurde die Serienproduktion eingestellt.

## Geschichte
Die Firma Opel Wien, als Dependance von Opel, besteht schon seit 1963.
Am 23. August 1979 unterzeichneten der österreichische Bundeskanzler Bruno Kreisky und GM Austria-Generaldirektor Helmuth Schimpf einen Vertrag über die Errichtung eines Motorenwerks in Aspern, wofür 9,8 Milliarden Schilling investiert werden sollten.
Baubeginn des Werks war 1980, die Produktion von Getrieben und Motoren begann 1982. 1983 wurde die Lehrlingswerkstatt eröffnet. 2000 wurde vereinbart, zwischen GM und Fiat ein Joint Venture zu gründen und 2001 wurde das Werk in die Fiat-GM Powertrain Group integriert. Nachdem das Joint Venture mit Fiat beendet worden war, wurde der Name 2005 auf GM Austria-Powertrain geändert.
Seit 2011 firmiert GM Powertrain nunmehr als Opel Wien.
Die ISO 50001-Zertifizierung erfolgte 2011, 2012 erhielt man den Eco2Cut Award für beste Energie-Management-Kompetenz.

## Besitzverhältnisse und Leitung
Die Opel Wien GmbH war (Stand 2013) zu 99,5 % im Besitz von General Motors Europe Limited, 0,5 % gehörten GM Automotive UK.
Generaldirektor ist (Stand 02/2022) Franck Mulard.

## Umsätze
Der Umsatz wurde für 2012 auf 280 Millionen Euro geschätzt, 2011 betrug er 282,8 Millionen und 2010 waren es 265,9 Millionen.

## Beschäftigtenzahlen
Im Eröffnungsjahr waren rund 1.600 Mitarbeiter beschäftigt, 1983 bereits 2.200. Im Jänner 2010 waren rund 1.850 Arbeiter beschäftigt.
Im Dezember 2011 zählte das Unternehmen rund 2.145 Mitarbeiter, von denen rund 230 Angestellte, rund 1.850 Arbeiter und rund 65 Lehrlinge waren. Im Dezember 2016 waren es rund 1.850 Mitarbeiter, davon rund 200 Angestellte, rund 1.535 Arbeiter und rund 65 Lehrlinge. 48 % kamen aus Wien, 43 % aus Niederösterreich, 7 % aus dem Burgenland und 2 % aus der Steiermark. Das Durchschnittsalter betrug 43 Jahre.
Für den Zeitraum vom 19. Jänner bis 8. Mai 2009 wurde im Zuge einer Autokrise beim Arbeitsmarktservice beantragt, 1540 der rund 1850 Arbeiter in Kurzarbeit arbeiten zu lassen. Bereits im Oktober 2008 wurde die Produktion einige Tage lang eingestellt, Ende November 2008 waren 150 Leiharbeiter abgebaut worden. Bis Ende 2019 werden zwischen 350 und 400 Mitarbeiter abgebaut da die Produktion für das Fünfganggetriebe ausläuft.

## Produktion
Das Betriebsareal in Aspern ist rund 600.000 m² groß.
Jeder zweite Opel fährt mit einem Getriebe und jeder dritte mit einem Motor aus dem Wiener Werk. An die Werke des deutschen Autobauers gehen 90 % der Produktion des Werks. Außerhalb Europas wurde beispielsweise auch ein General-Motors-Werk in Korea zum Bau des Modells Mokka beliefert.
Getriebe
- 1989 wurde das 2,5-millionste Getriebe gebaut.
- 1999 verließ das zehnmillionste Getriebe das Werk.
- 2011 wurde das 22-millionste Getriebe gefertigt.[15]

Motoren
- 1982 wurde die Herstellung von Viergang-Getrieben und Familie-1-Motoren gestartet.
- 1989 wurde der zweimillionste Motor gebaut.
- 1993 wurde die Produktion auf F15-Getriebe und Zylinderkopf-Fertigung ausgeweitet.
- 1997 begann man, F17-Getriebe und anstatt der Familie-1-Motoren neue Familie-0-Motoren zu bauen.
- 2002 lief die Produktion der F13-Getriebe aus und man entschied sich zum Bau eines neuen Sechsgang-Getriebes, das seit 2004 hergestellt wird.
- 2007 wurde der Motoren-Produktionsrekord mit 1,575 Millionen Motoren erreicht.[17]
- 2009 fiel die Produktion aufgrund der Weltwirtschaftskrise auf eine Million Motoren.
- Seit 2010 wurde ein neuer Turbomotor gefertigt.[15]
- Im Oktober 2020 wurden die Produktion von Motoren eingestellt.[18]

2011 wurden rund 1,55 Millionen Motoren und Getriebe produziert, womit beinahe der Rekord von 2007 erreicht worden wäre.